# Studánka U Kostelní cesty
Studánka U Kostelní cesty je vydatný vodní pramen, který se nachází u silnice na západním svahu kopce Jedová (pohoří Nízký Jeseník) v katastru obce Dolany v okrese Olomouc v Olomouckém kraji. Voda ze studánky teče do Trusovického potoka (přítoku řeky Moravy). Pramen je viditelný a přístupný z cesty na svahu lesního terénu. Poblíž se nachází turistická stezka z Bělkovického údolí do Vrchní boudy. Pramen, který není udržován, je zřejmě částečně povrchový a voda vytékající z trubky ve svahu pravděpodobně není pitná.
Studánka U Kostelní cesty se nachází v Přírodním parku Údolí Bystřice.

## Další informace
V okolí se také nacházejí další udržované studánky, např. studánka Pod Jedovou, studánka u Šifrové jeskyně a také Šifrová jeskyně.